# Linia kolejowa nr 891
Linia kolejowa nr 891 – w większości dwutorowa, zelektryfikowana linia kolejowa znaczenia miejscowego, łącząca posterunek odgałęźny Raszowa ze stacją Zdzieszowice.
Linia umożliwia eksploatację Zakładów Koksowniczych ZDZIESZOWICE przez pociągi towarowe jadące zarówno z kierunku Kędzierzyna-Koźlego, jak i Opola.